# Murgisme
El murgisme (de l'àrab مرجئة, murjiʾa) és un dels primers corrents teològics que es van desenvolupar en l'islam, avui dia desaparegut. Els murgites es caracteritzaven per no perseguir els infidels, ja que consideraven que només Déu pot jutjar qui és un autèntic creient i qui està en pecat. També creien que la fe és garantia de salvació, per sobre dels actes. Aquest corrent va influenciar la tolerància dels omeies i va afavorir un cert nombre de conversions entre aquells que fins aleshores dubtaven.
Durant els primers segles de la seva aparició, el pensament islàmic va rebre una multitud d'influències de les diverses cultures i filosofies d'aquells qui es convertien a la nova religió. El murgisme va sorgir en oposició a l'estricte corrent kharigita sobre qüestions relacionades amb les controvèrsies sobre el pecat i les definicions del que és un veritable musulmà.
Els murgites van acabar sent considerats com un corrent heterodox i tractats d'ahl al-bida ("gent de la innovació"), tot i que certes de les seves idees es van integrar en les diverses escoles teològiques ortodoxes del sunnisme.
Dos destacats murgites van ser Jahm ibn Safwan i Abu-Hanifa an-Numan ibn Thàbit.